# 부분적 핵실험 금지 조약

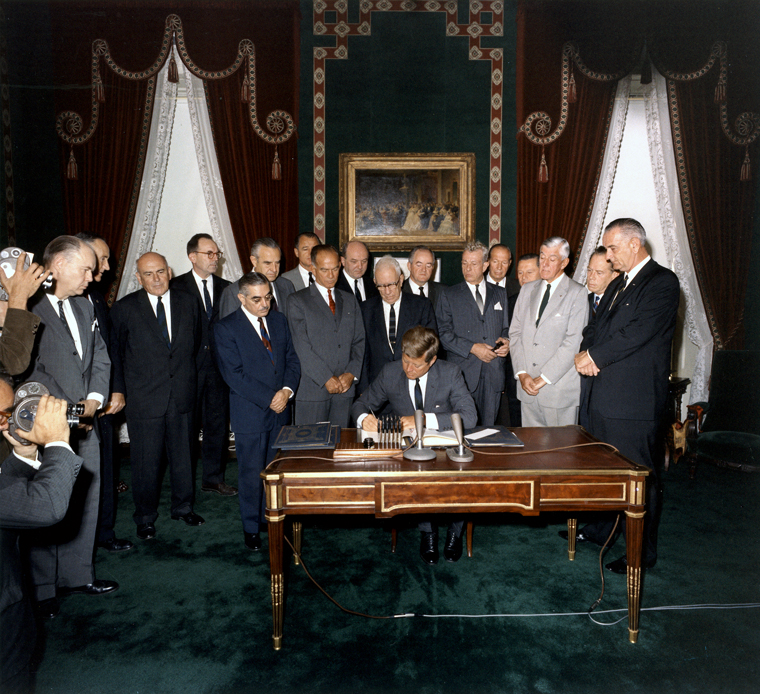
핵실험금지조약에 서명하는 케네디 대통령

부분적 핵실험 금지 조약(部分的 核實驗 禁止條約, 영어: Partial Nuclear Test Ban Treaty, PTBT)은 대기권 내, 우주 공간 및 수중에서 핵무기 실험을 금지하는 조약(Treaty of Banning Nuclear Weapons Tests in the Atmosphere in Outer Space and Under Water)이다. 지하를 제외한 모든 핵폭발을 금지함으로써 핵무기 경쟁을 억제하고, 핵폭발에 의한 방사능 강하물의 환경 오염을 방지하는 것을 목적으로 미국, 소비에트 연방, 영국 3개국이 1963년 8월 5일 모스크바에서 조인하였다.

## 역사
이 조약의 기원은 지상의 핵무기 실험에 의해 발생되는 대기의 방사성 낙진이 위험을 일으킨다는 사실에 대해 전 세계적인 관심이 집중되면서 비롯되었다. 이 문제는 1955년 중요한 쟁점이 되었지만 핵실험 금지를 위한 첫 번째 협상은 당시 주도적인 핵강대국이었던 미국과 소련(지금의 러시아)이 서로 다른 내용을 제안함으로써 결렬되었다. 1959년 내내 미국과 소련은 일시적으로 핵실험을 중지했으나 이후 2년 동안의 협상은 미국·소련의 냉전 격화로 더디게 진행되었다. 미국·소련의 점진적인 화해는 핵 대결의 위험을 생생하게 보여준 1962년 10월의 쿠바 미사일 위기로 고조되었다. 미국, 소련, 영국은 1963년 7~8월 10일 동안 모스크바에 모여 대기·수중 또는 대기권에서 '무기한' 핵무기 실험을 중단할 것을 선언했다.
《핵실험금지조약》은 원래 조약을 계획한 미국, 소련, 영국에 의해 1963년 8월 5일 모스크바에서 조인되었다. 이 조약은 대기, 대기권 외부, 수중에서의 핵무기 실험을 금지했으나 지하에서의 실험은 허가했다. 그러나 이를 통제할 수 있는 기관, 현지조사 체제, 국제감독기구 등을 갖추지 못했다. 또 이 조약은 핵저장량을 감축하지 못했으며, 핵무기 생산을 중지하거나 전시(戰時) 핵무기 사용을 제한하지도 못했다. 이 조약에는 몇 개월 만에 프랑스와 중국을 제외한 100개국이 넘는 정부가 조인했다. 조약을 기초한 미국, 소련, 영국은 조약 개정에 대한 거부권을 가지고 있다. 조약의 개정은 미국, 소련, 영국을 포함한 조인국가 다수의 찬성을 얻어야 한다.

## 같이 보기
- 포괄적 핵실험 금지 조약(CTBT)
- 핵확산방지조약(NPT)